# Elinor Crawley

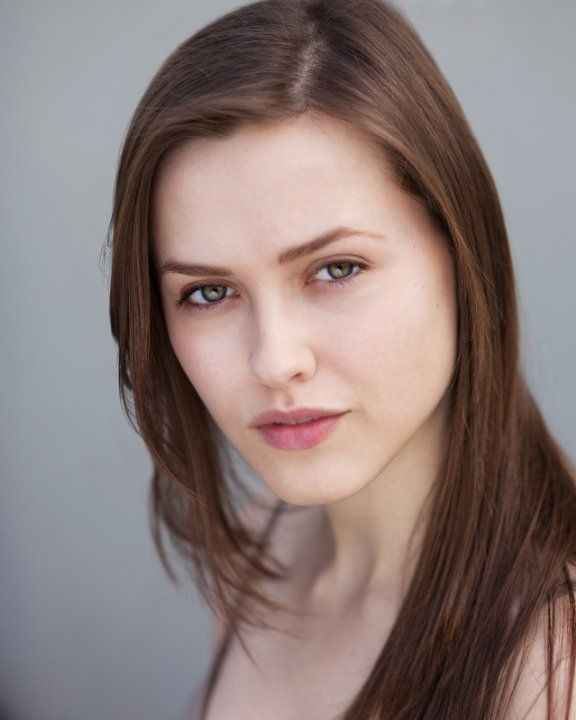
Elinor Crawley

Elinor Crawley (* 8. November 1991) ist eine walisische Schauspielerin. Sie wurde u. a. bekannt durch ihre Rollen als Thyri Haraldson in der kanadisch-irischen Fernsehserie Vikings und als Cecily of York in der britischen Fernsehserie The White Queen.

## Werdegang
Crawley wuchs in Rhiwbina, einem nördlichen Vorort von Cardiff, auf. Dort besuchte sie die Rhiwbeina Primary School und nahm auch erste Tanzstunden. Im Alter von 12 Jahren zog sie mit ihren Eltern und ihrer älteren Schwester Louise nach Whitchurch, einen anderen Stadtteil von Cardiff. Vor Ort besuchte sie die Whitchurch High School und ging mit Ende des Schuljahres 2009/10 ab.
Zuvor besuchte sie im Alter von 13 bis 18 Jahren in Cardiff Bay zusätzlich „The Workshop“, ein Ausbildungsprojekt für Film- und Fernsehschauspieler. In dieser Einrichtung erlernte sie die Schauspielerei und entwickelte eigenen Angaben zufolge auch ein Gespür für das Filmgeschäft. Zudem erreichte sie von dort aus ihr erstes professionelles Engagement, eine Rolle in Richard Ayoades Regiedebüt Submarine. Später folgten Rollen u. a. in den Serien The White Queen (2013) und Vikings (2013–2015) sowie im Film Dorf der verlorenen Jugend (2015).

## Filmografie (Auswahl)
- 2010: Submarine
- 2011: Young Dracula (Kurzfilm)
- 2011: Tati's Hotel (Fernsehserie, 26 Folgen)
- 2012: Die Tore der Welt (World Without End)
- 2012–2019: Doctors (Fernsehserie, zwei Folgen)
- 2013: The White Queen (Fernsehserie, drei Folgen)
- 2013–2015: Vikings (Fernsehserie, sieben Folgen)
- 2014: Law & Order: UK (Fernsehserie, eine Folge)
- 2015: Dorf der verlorenen Jugend (Bridgend)
- 2015: Ordinary Lies (Fernsehserie, vier Folgen)
- 2018: Ransom (Fernsehserie, eine Folge)